# Clare Cavanagh

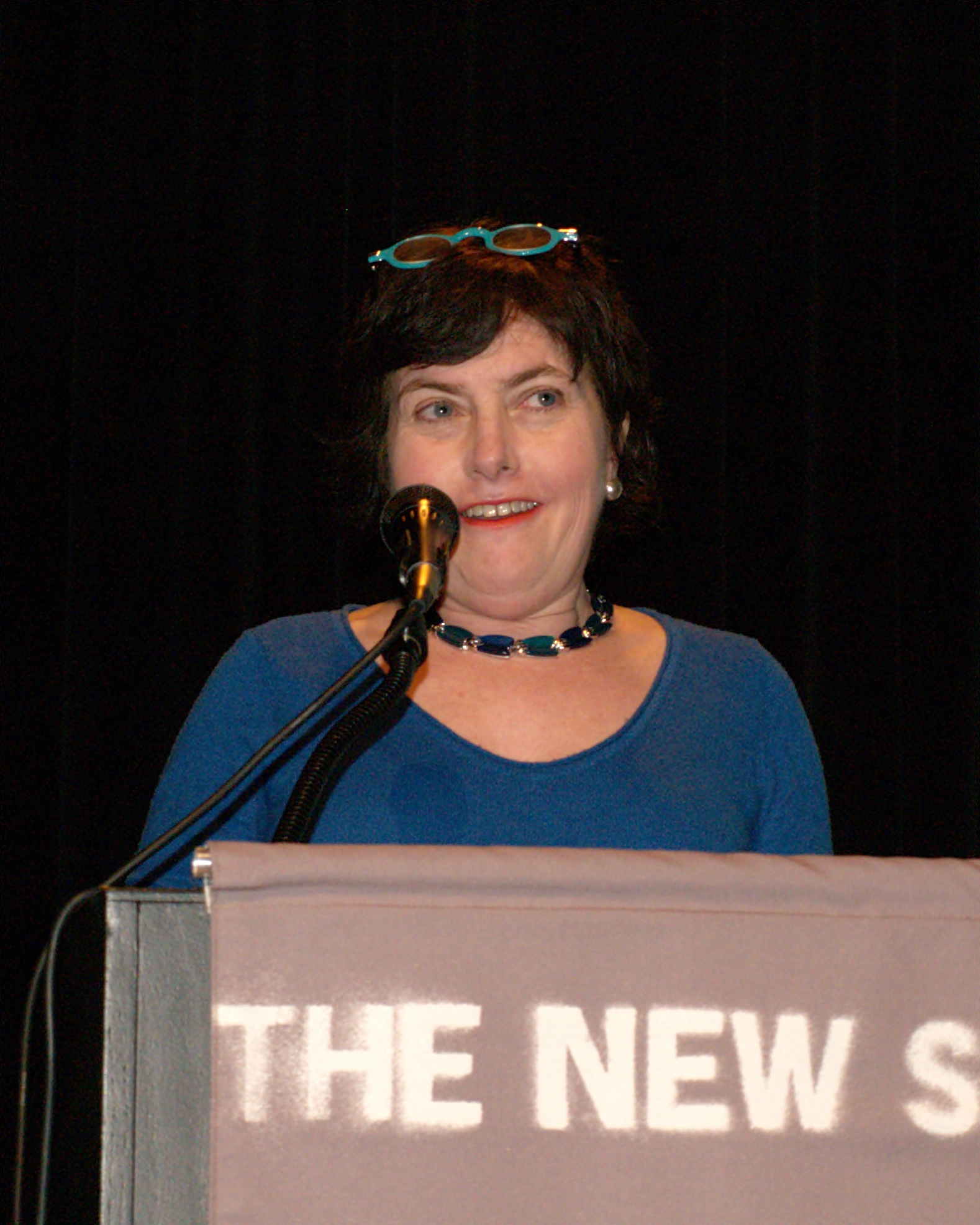

Clare Cavanagh (ur. 23 maja 1956 w Waszyngtonie) – amerykańska literaturoznawczyni, tłumaczka m.in. polskiej literatury, poezje Wisławy Szymborskiej i Adama Zagajewskiego, wspólnie ze Stanisławem Barańczakiem.

## Życiorys
Studiowała język rosyjski, polski oraz języki i literatury słowiańskie w Leningradzie, Santa Cruz, Krakowie i na Harvardzie, gdzie doktoryzowała się w roku 1988.
Profesor literatury w Katedrze im. Frances Hooper, dziekan Wydziału Języków i Literatur Słowiańskich na Uniwersytecie Northwestern (Evanston, Illinois).
W 2003 roku opublikowała artykuł Postkolonialna Polska. Biała plama na mapie współczesnej teorii.

## Nagrody i wyróżnienia
- nagroda Amerykańskiej Akademii Sztuki i Literatury w dziedzinie literatury
- nagroda National Book Critics Circle za krytykę
- nagroda Harolda Langdona za tłumaczenie
- nagroda Williama Rileya Parkera, przyznana przez Modern Language Association
- nagroda AATSEEL za wybitną książkę naukową w dziedzinie literatur słowiańskich
- nagroda Johna Fredericka Nimsa w dziedzinie przekładu
- wyróżnienie od Szwedzkiej Akademii za przekład Wisławy Szymborskiej, dokonany wspólnie ze Stanisławem Barańczakiem
- nagroda PEN/Book-of-the Month Club za wybitne tłumaczenie literackie
- nagroda AATSEEL za wybitne tłumaczenie z języka słowiańskiego
- nagroda literacka ZAiKS-u dla tłumaczy (2019)[5]

Źródło:.